# Макеев, Всеволод Юрьевич
Всеволод Юрьевич Макеев (род. 19 августа 1967 года) — российский учёный-биофизик, специалист в области системной биологии, вычислительной генетики и биоинформатики, член-корреспондент РАН (2016).

## Биография
Родился 19 августа 1967 года.
В 1990 году — окончил физический факультет МГУ.
В 1996 году — защитил кандидатскую диссертацию.
В 2010 году — защитил докторскую диссертацию, тема: «Определение регуляторных сегментов в геномах методами теоретического анализа последовательностей нуклеотидов ДНК».
В 2016 году — избран членом-корреспондентом РАН.

## Научная деятельность
Специалист в области системной биологии, вычислительной генетики и биоинформатики.
Автор 53 научных работ (в том числе главы в двух монографиях) и 1 патента.
Основные научные результаты:
- создатель оригинальных биоинформатических методов анализа данных параллельного секвенирования ДНК для определения генетических характеристик популяций животных и структур сообществ микроорганизмов, а также геномов полиплоидных растений;
- создатель крупнейшей в мире базы данных мотивов ДНК, ассоциированных с регуляторными генетическими взаимодействиями;
- исследователь степени нейтральности генеративных и соматических мутаций в регуляторных сегментах ДНК, и иерархической организации регуляторных сегментов генома Drosophila, контролирующих развитие этого организма.

Профессор и заместитель заведующего кафедры биоинформатики Московского физико-технического института; приглашенный профессор Университета Мартина-Лютера в Галле, Германия (оригинальный курс из 15 лекций и семинаров).
Под его руководством защищено 7 кандидатских диссертаций.

### Научно-организационная деятельность
- член редколлегий журналов списка WoS «Вавиловский журнал генетики и селекции», «Computational Biology and Chemistry», «PeerJ, Journal of Biomolecular Structure and Dynamics»;
- член организационных комитетов трех отечественных и двух международных конференций;
- член Экспертного совета РАН «Медицинская биотехнология»;
- член международного консорциума по функциональной аннотации геномов млекопитающих.